# Surya Mataram
Surya Mataram is een bestuurslaag in het regentschap Lampung Timur van de provincie Lampung, Indonesië. Surya Mataram telt 4263 inwoners (volkstelling 2010).